# Wincenty Lutosławski
Wincenty Lutosławski, född 6 juni 1863, död 28 december 1954, var en polsk filosof.
Lutosławski var från 1919 professor i Vilnius. Han utvecklade i ett flertal skrifter den polska nationalfilosofin, messianismen. Mer känd blev han för sina energiska försök att med språkstatistikens hjälp fastställa de platonska dialogernas relativa kronologi och att dra konsekvenserna härav för uppfattningen av Platons filosofiska utveckling. Bland hans arbeten märks The origin and growth of Plato's logic (1897, 2:a upplagan 1905) och kapitlet om den polska filosofin i Friedrich Ueberwegs Grundriss der Geschichte der Philosophie (12:e upplagan 1928).